# Kenji Ōba
Kenji Ōba (jap. 大葉健二 Ōba Kenji; ur. 5 lutego 1955 w Matsuyamie) – japoński aktor filmowy i telewizyjny, dawniej pracował również jako kaskader. Znany i rozpoznawalny ze swych ról w serialach dla dzieci z cyklu Super Sentai oraz Metalowi herosi. Zagrał również w kilku zagranicznych produkcjach, między innymi w filmie Kill Bill. Jego prawdziwe nazwisko to Kenji Takahashi (jap. 高橋健二 Takahashi Kenji). Jest prezesem i założycielem grupy kaskaderskiej Luck JET. Ma 170 cm wzrostu.

## Filmografia
- 1977: Golgo 13: Kūron no kubi
- 1979: Battle Fever J jako Shirō Akebono/Battle Kenia
- 1980: Denshi Sentai Denjiman jako Daigorō Ōme/Denji Niebieski
- 1982: Kosmiczny szeryf Gavan jako Retsu Ichijōji/Gavan
- 2003: Kill Bill jako Shiro
- 2007: Jūken Sentai Gekiranger jako Dan/Sūgu